# Тенчинский, Ян Габриэль
Ян Габриэль Тенчинский (пол. Jan Gabriel Tęczyński; 1484 — 21 мая 1552) — польский государственный деятель, подкоморий сандомирский (1515), воевода сандомирский (1542—1552), каштелян люблинский (1518—1535), староста люблинский, лелювский, белзский, теребовльский, маршалок надворный коронный (1522—1552), каштелян войницкий (1535—1542), граф Священной Римской империи (1527).

## Биография
Представитель польского дворянского рода Тенчинских герба «Топор». Сын Габриэля Тенчинского (ок. 1430—1497) и Анны, урожденной Конинской. У него было два брата (Станислав, Анджей) и четыре сестры (Хелена, Барбара, Беата и Анна).
В юности учился в Краковской академии. Ян Габриэль воспитывался при герцогском дворе в Кенигсберге; его считали самым близким доверенным лицом королевы Боны (жены Сигизмунда Старого). В 1510 году вместе со своими братьями Станиславом и Анджеем он купил половину поместья Красник у Софьи Слабошовой, а через несколько лет другую половину города Красник у братьев Вод. С 1527 года вместе с другими родами Тенчинских он получил от императора Священной Римской империи Карла V титул графа (графа Империи — Sacri Imperii Romani). Ян Габриэль Тенчинский был делегирован польским королем Сигизмундом I с дипломатическими миссиями в Венгрию, Чехию, Турцию и Австрию. В 1524 году во главе польской миссии ездил ко двору османского султана Сулеймана Великолепного для перегоров о заключении перемирия.
Он был хорунжим люблинским (1516—1518), каштеляном люблинским (1518—1535), придворным маршалом (1529—1552), каштеляном войницким (1535—1542), сандомирским воеводой (1542—1552), старостой люблинским (1530—1552) и лелюловский (1533—1552). Став наследником всего Красника, он основал здесь резиденцию своего рода. В 1541 году он присоединил к Краснику соседнюю деревню Воля Пясецка (Пяски).
В 1531 году по решению Яна Габриэля Тенчинского в Краснике началось строительство деревянной больничной церкви Святого Духа и больницы для бедных. В 1541 году Ян Габриэль Тенчинский даровал Краснику право проводить ярмарки по пятницам и ярмарки на четвертый день перед Иоанном Крестителем. Около 1541 года он начал перестраивать местную церковь в семейный некрополь. Эти работы продолжал его сын Станислав Габриэль примерно до 1561 года.
В 1550—1553 годах с согласия Яна Габриэля, в приходской церкви в Краснике было изготовлено ренессансное надгробие для его брата Станислава Габриэля Тенчинского, умершего в 1550 году. Бронзовый рельефный надгробный памятник с лежащей фигурой рыцаря в доспехах в древней позе покоя происходит из краковской мастерской Бернардино Заноби де Джанотиса. Характерное архитектурное оформление пластины, вероятно, было выполнено в краковской мастерской Джованни Чини из Сиены, тесно сотрудничавшего с Бернардино.
Ян Габриэль Тенчинский скончался 21 мая 1552 года. В 1553—1561 годах благодаря мастерам краковских мастерских в приходском костеле в Краснике было изготовлено ренессансное надгробие Яна Габриэля Тенчинского. Это был фундамент его сына — Станислава Габриэля Тенчинского — воеводы сандомирского и краковского.

## Семья
1-я жена — Доброхна Сапежанка (умерла после 1512 года), дочь Ивана Семеновича Сапеги и Елизаветы Глебович. Дети от первого брака:
- Станислав Габриэль Тенчинский (1514—1561), воевода сандомирский и краковский
- Беата Тенчинская (род. ок. 1520), жена литовского маршалка Яна, сына Яна Заберезинского.

2-я жена — Анна Каменецкая, дочь гетмана польного коронного Яна Каменецкого и Анны Бучацкой (брак бездетный)
3-я жена — Анна Сененская (брак бездетен).